# D916 (Nord)
De D916 is een departementale weg in het Franse Noorderdepartement. De weg loopt van de grens met Pas-de-Calais via Hazebroek en Sint-Winoksbergen naar Duinkerke. In Pas-de-Calais loopt de weg als D940 verder richting Saint-Pol-sur-Ternoise en Amiens.

## Geschiedenis
Oorspronkelijk was de D916 onderdeel van de N16. In 2006 werd de weg overgedragen aan het Noorderdepartement, omdat de weg geen belang meer had voor het doorgaande verkeer. De weg is toen omgenummerd tot D916.